# Baby Blues (TV-serie)
Baby Blues är animerad tv-serie, baserad på den tecknade serien Baby Blues av Rick Kirkman och Jerry Scott, producerad av Warner Bros.
Av seriens första säsongen visades 13 avsnitt från 28 juli 2000-24 augusti 2000 på The WB, och de övriga fem först 2002. Den andra säsongens 13 avsnitt har aldrig visats.
Serien visades i Sverige på SVT2 under början av 2000-talet. 